# Flunch
Flunch és una cadena de restaurants d'autoservei francès. És present a França, Espanya, Portugal, Itàlia, Polònia i Rússia. És operat per l'empresa propietat de la família Mulliez.